# Incisioni rupestri della Val Camonica
Le incisioni rupestri della Val Camonica  si trovano in provincia di Brescia e costituiscono una delle più ampie collezioni di petroglifi preistorici del mondo. L'arte rupestre è segnalata su circa 2 000 rocce in oltre 180 località comprese in 24 comuni, con una particolare concentrazione nelle municipalità di Capo di Ponte, Ceto (Nadro), Cimbergo e Paspardo, Sonico, Sellero, Darfo Boario Terme, Ossimo dove esistono 8 parchi attrezzati per la visita. Si tratta del primo Patrimonio dell'umanità riconosciuto dell'UNESCO in Italia (1979), che ha riconosciuto oltre 140 000 figure, anche se nuove ininterrotte scoperte ne hanno progressivamente aumentato il numero complessivo portandole fino a duecentomila se non trecentomila.

## Caratteristiche
Le incisioni furono realizzate lungo un arco di tempo di ottomila anni, fino all'Età del ferro (I millennio a.C.); quelle dell'ultimo periodo sono attribuite al popolo dei Camuni ricordato dalle fonti latine. La tradizione petroglifica non si esaurì repentinamente: sono state identificate incisioni - anche se in numero assai ridotto, non comparabile con la grandiosa attività preistorica - di epoca romana, medievale e perfino contemporanea, fino al XIX secolo. La maggior parte delle incisioni è stata realizzata con la tecnica della martellina; in numero minore quelle ottenute attraverso il graffito.

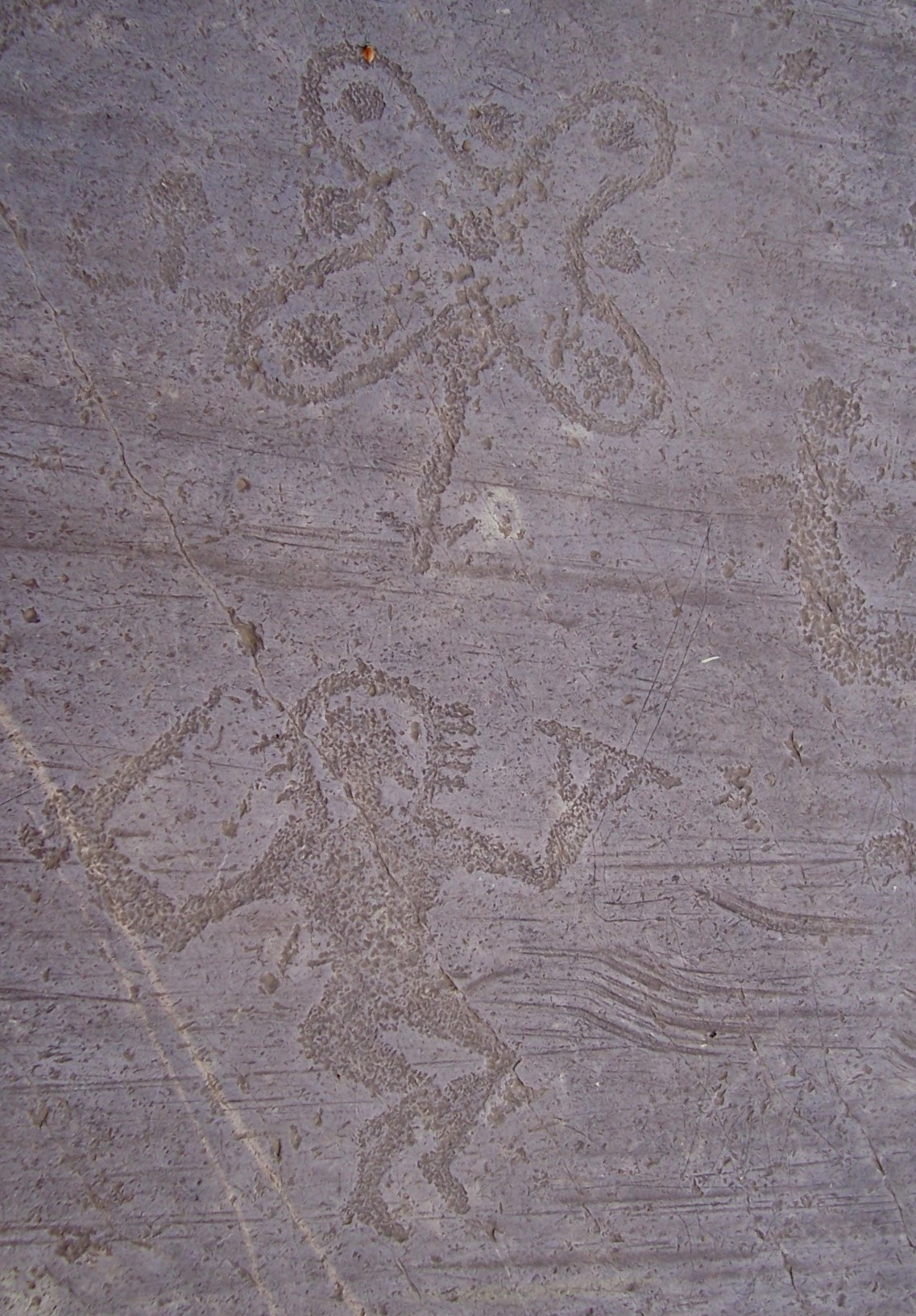
La Rosa camuna e un antropomorfo (cosiddetto "astronauta").
Area Foppe, Riserva naturale Incisioni rupestri di Ceto, Cimbergo e Paspardo.

Le figure si presentano a volte semplicemente sovrapposte senza ordine apparente, ma spesso invece appaiono in relazione logica tra loro, a illustrazione di un rito religioso o di una scena di caccia o di lotta; tale impostazione spiega lo schematismo delle immagini, ognuna delle quali è un ideogramma che rappresenta non tanto l'oggetto reale, ma la sua "idea". La loro funzione è riconducibile a riti celebrativi, commemorativi, iniziatici o propiziatori - dapprima in ambito religioso, in seguito anche laico -, che si tenevano in occasioni particolari, singole o ricorrenti. Tra i segni più noti rinvenuti in Val Camonica spicca la cosiddetta Rosa camuna, che è stata adottata come simbolo ufficiale della regione Lombardia.
Nel dialetto locale della Valle Camonica le incisioni rupestri vengono indicate col termine riduttivo di pitoti, ovvero pupazzi.

## Il ciclo istoriativo: temi e periodizzazione
Negli anni sessanta l'archeologo Emmanuel Anati, tra i primi a studiare sistematicamente il corpus nel suo complesso, stilò una prima cronologia delle incisioni rupestri, comparando lo stile e le tipologie di simboli scoperti e individuando possibili correlazioni con la periodizzazione storica tradizionale, dalla Preistoria al Medioevo.

### Epipaleolitico

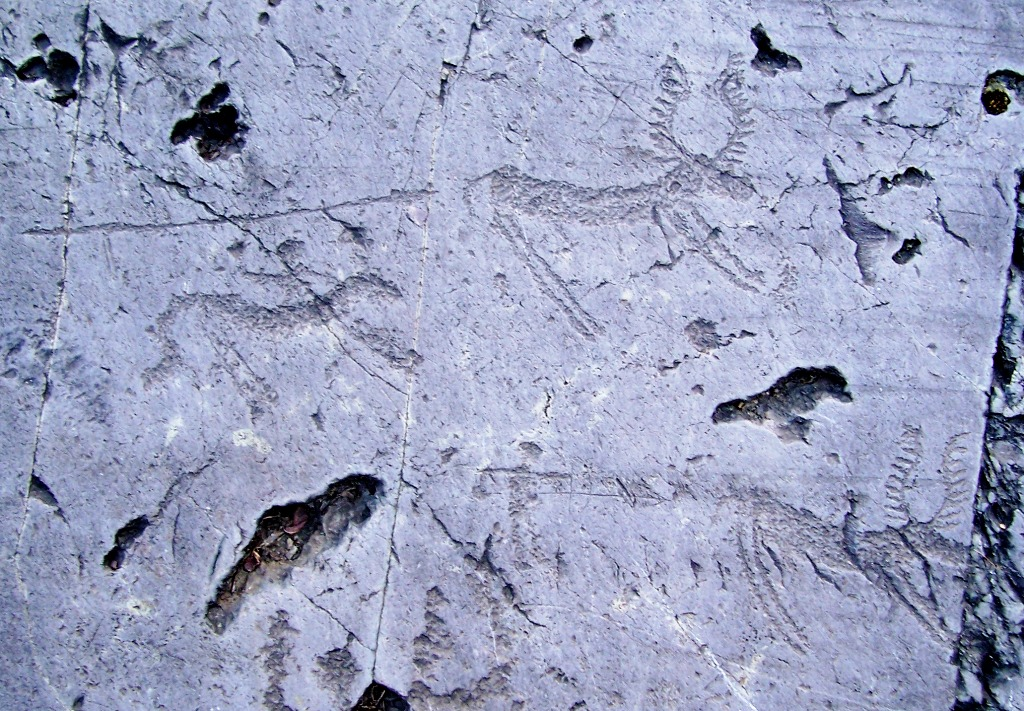
Scena di caccia al cervo.
Parco archeologico comunale di Seradina-Bedolina.

Le incisioni più antiche risalgono all'Epipaleolitico (o Mesolitico, X-VIII millennio a.C. circa), dopo il ritiro del ghiacciaio che ricopriva la Val Camonica (Glaciazione Würm), e furono opera di cacciatori nomadi di passaggio, che seguivano gli spostamenti degli animali. Le figure rappresentate infatti raffigurano animali di grandi dimensioni (cervi e alci), che costituiscono le tipiche prede di quel periodo. Sono presenti nel comune di Darfo Boario Terme, nel Parco comunale delle incisioni rupestri di Luine.

### Neolitico
Con il Neolitico (VIII-IV millennio a.C. circa) si diffusero anche in Val Camonica le pratiche agricole, con la formazione dei primi insediamenti a carattere stanziale. Nel campo dell'arte rupestre, a costituire gli elementi principali delle composizioni sono figure umane e insiemi di elementi geometrici (rettangoli, cerchi, puntini, probabilmente interpretabili come rappresentazioni "topografiche" del territorio agricolo), attributi simbolici che completano il significato delle figure antropomorfe. Ve ne sono nella Riserva naturale Incisioni rupestri di Ceto, Cimbergo e Paspardo. Secondo alcuni studiosi peraltro tali figure antropomorfe schematiche (i cosiddetti "oranti") sarebbero da attribuire ad epoche più tarde, e in particolare all'età del Bronzo (II millennio a.C.). In questo modo solo le figure geometriche (le probabili "mappe") rappresenterebbero l'inizio dell'arte rupestre camuna post-paleolitica. Analoga sequenza è presente al Monte Bego (Francia), l'altro grande polo dell'arte rupestre alpina.

### Età del rame
Durante l'Età del rame (o Calcolitico, III millennio a.C. circa), comparvero la ruota, il carro e le prime forme di metallurgia. Si assiste nell'arte rupestre alla realizzazione di massi istoriati con simboli celesti, animali, armi, arature, file di esseri umani e altri segni. A questi monumenti, conservati principalmente nel Parco archeologico nazionale dei Massi di Cemmo e in quello di Asinino-Anvòia (Ossimo), si attribuisce una funzione rituale, collegata alla venerazione degli antenati.

### Età del bronzo
Con l'Età del bronzo (II millennio a.C. circa) tra le incisioni su rocce affioranti prende il sopravvento il tema delle armi, a testimonianza del maggior rilievo assunto dai guerrieri nella società camuna del tempo, accanto a quello delle figure geometriche (cerchi e varianti) in continuità con le epoche precedenti.

### Età del ferro
Le incisioni dell'Età del ferro (I millennio a.C.) sono quelle attribuite al popolo dei Camuni e costituiscono circa il 70-80% di tutte le figure censite. Le opere manifestano l'ideale di virilità e di eroica superiorità cui ambivano; dominano le rappresentazioni di duelli e di figure umane, anche di grandi dimensioni, che ostentano le proprie armi, la muscolatura e i genitali. Sono inoltre presenti capanne, labirinti, impronte di piede, scene di caccia, reticoli e simboli vari. Anche nell'età del Ferro sono presenti composizioni topografiche, risalenti ai secoli centrali del I millennio a.C. (VI-IV sec. a.C.), come nella famosa mappa di Bedolina, dapprima studiata alla fine degli anni sessanta del secolo scorso da Miguel Beltrán Llorís e più recentemente da Cristina Turconi per l'Università di Milano, una delle più conosciute rocce incise di tutta la Val Camonica.

### Età romana
Durante la dominazione romana della Val Camonica (I-V secolo d.C.) l'attività petroglifica subì una forte contrazione, fino a entrare in una fase di latenza.

### Età Moderna
Alla fine del Medioevo in Val Camonica si verifica una ripresa dell'attività istoriativa. Si tratta di varie tipologie di segni, sia di concezione cristiana (croci e scritte) sia di ambito civile. Non è dimostrata la tesi che le incisioni di epoca storica andarono a risacralizzare i precedenti segni precristiani. Al contrario le ultime ricerche hanno dimostrato che in epoca moderna le incisioni sono perlopiù di concezione laica. Tra gli esempi si ricordano: le spirali, le torri, i sistemi di fortificazione e difesa del territorio, antropomorfi armati e a cavallo, date, impiccati, chiavi. Tra i segni di concezione religiosa si trovano le croci, gli ostensori spesso associati alle bare.

## Scoperta e valorizzazione
La prima segnalazione di rocce incise risale al 1909, anno in cui Walther Laeng (italianizzato Gualtiero) segnalò al Comitato Nazionale per la Protezione dei Monumenti due massi istoriati nei pressi di Cemmo. Lo stesso Laeng nel 1914 scrisse una breve nota sui due monumenti per la prima edizione della Guida d'Italia edita dal Touring Club Italiano. Soltanto negli anni venti, però, i massi incontrarono l'interesse di alcuni studiosi, come l'antichista Giovanni Bonafini, il geologo Senofonte Squinabol e, a partire dal 1929, l'antropologo torinese Giovanni Marro e l'archeologo fiorentino Paolo Graziosi. Ben presto vengono scoperte numerose incisioni anche sulle rocce circostanti e le ricerche, oltre che da Marro, vengono condotte anche da Raffaello Battaglia per conto della Soprintendenza alle Antichità di Padova.
Negli anni trenta la notorietà delle incisioni si diffuse in Italia e all'estero, tanto che nel 1935-1937 una vasta campagna di studi fu condotta dai tedeschi Franz Altheim ed Erika Trautmann. Altheim avviò una lettura ideologica in senso nazista delle incisioni, presto imitata in versione fascista anche da Marro, volta a identificarle come una testimonianza della supposta razza ariana ancestrale.

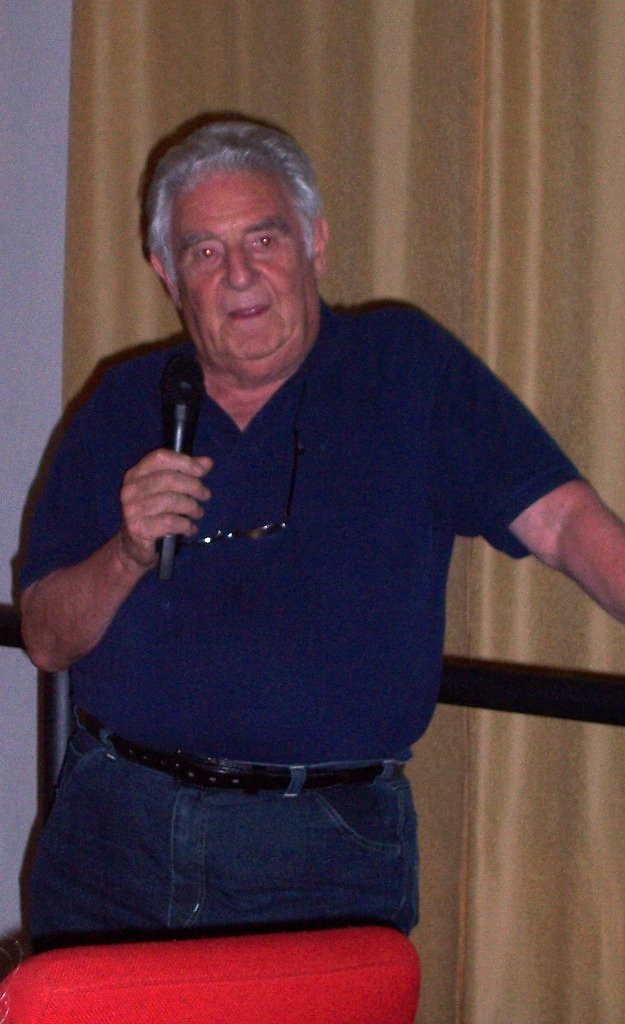
Emmanuel Anati

La mappatura e la catalogazione ripresero dopo la Seconda guerra mondiale, condotte sia da studiosi del neonato Museo di scienze naturali di Brescia guidati da Laeng, sia da esperti nazionali e internazionali. Nel 1955, con l'istituzione, per iniziativa della sovraintendenza archeologica della Lombardia, del Parco nazionale delle incisioni rupestri di Naquane, iniziò l'opera di tutela del patrimonio rupestre. Nel 1956 iniziarono le esplorazioni di Emmanuel Anati che scoprì nuovi petroglifi e condusse un'osservazione sistematica dell'intero patrimonio; tali studi gli permisero di dare alle stampe, nel 1960, il primo volume di sintesi generale sull'argomento: La civilisation du Val Camonica. Lo stesso Anati fondò, nel 1964, il Centro Camuno di Studi Preistorici, che si sarebbe fatto carico, oltre che delle ricerche sistematiche, della stampa e della divulgazione di vari volumi e di una propria pubblicazione periodica, il Bollettino del Centro Camuno di Studi Preistorici (BCSP). Nel 1968 si svolse il primo Valcamonica Symposium, primo di una lunga serie di convegni, che riunì in Val Camonica numerosi studiosi d'arte e vita preistorica.
Dopo l'inclusione tra i Patrimoni dell'Umanità UNESCO promossa del Consiglio internazionale per i monumenti e i siti il 29 marzo 1979, si tenne a Milano la mostra I Camuni, alle radici della civiltà europea (1982). Le ricerche degli anni successivi hanno poi ulteriormente ampliato il patrimonio rupestre censito.

### I parchi delle incisioni rupestri
Le incisioni rupestri sono raccolte in otto parchi tematici:
| N° | Nome                                                              | Località               | Coordinate            | Note |
| -- | ----------------------------------------------------------------- | ---------------------- | --------------------- | --- |
| 1. | Parco di Interesse Sovracomunale del Lago Moro, Luine e Monticolo | Darfo Boario Terme     | 45°53′20″N 10°10′46″E | Vasta area protetta che contiene due aree principali: il sito del Parco di Luine e quello dei Corni freschi. Le incisioni si presentano particolarmente ostiche da osservare poiché il supporto roccioso è rappresentato da pietra Simona.                                                                        |
| 2. | Parco archeologico di Asinino-Anvòia                              | Ossimo                 | 45°57′19″N 10°14′47″E | Sorge su un'area di culto dell'Età del Rame con ricostruzioni di statue stele ivi ritrovate. |
| 3. | Riserva naturale Incisioni rupestri di Ceto, Cimbergo e Paspardo  | Ceto Cimbergo Paspardo | 46°01′06″N 10°21′10″E | La Riserva è una vasta area naturale protetta, in gran parte boschiva, con castagneti e betulle, che si estende per 290 ha. Al suo interno si conservano oltre 400 rocce incise con particolari concentrazioni nelle aree di Foppe (Nadro di Ceto), Campanine (Cimbergo), Plas, In Vall e Sottolaiolo (Paspardo). |
| 4. | Parco nazionale delle incisioni rupestri di Naquane               | Capo di Ponte          | 46°01′32″N 10°20′57″E | Il primo parco fondato in Valle Camonica nel 1955. Si estende per 14 ettari con 104 rocce incise. |
| 5. | Parco archeologico nazionale dei Massi di Cemmo                   | Capo di Ponte          | 46°01′52″N 10°20′20″E | Conserva i Massi di Cemmo, due massi erratici con incisioni rupestri dell'età del rame che furono le prime incisioni segnalate della Valle Camonica nel 1909. Presenza di statue stele. |
| 6. | Parco archeologico comunale di Seradina-Bedolina                  | Capo di Ponte          | 46°02′00″N 10°20′29″E | Ultimo parco aperto in Valle Camonica nel 2005. Vi è la presenza di incisioni databili alla tarda età del Bronzo e del Ferro. |
| 7. | Parco comunale archeologico-minerario di Sellero                  | Sellero                | 46°03′26″N 10°20′29″E | I primi ritrovamenti avvennero durante gli anni sessanta con la scoperta di venticinque figurazioni, tra cui la roccia dell'Idolo femminile. |
| 8. | Percorso pluritematico del "Coren delle Fate"                     | Sonico                 | 46°10′07″N 10°21′20″E | Presenza dell'incisione raffigurante l'Idolo di Sonico, accompagnata con due dischi solari, che ricorda un bambino in fasce. |

### Atti, miscellanee, riviste
- Bibliografia sull'arte rupestre e sui contesti e ritrovamenti preistorici e protostorici della Valle Camonica, Stamperia Stefanoni, Bergamo, 2005
- Alberto Marretta, BCSP 34, Capo di Ponte, Edizioni del Centro, 2003, ISSN 0577-2168.